# سگوندا فدراسیون
سگوندا فدراسیون (انگلیسی: Segunda Federación) چهارمین سطح لیگ فوتبال حرفه‌ای در اسپانیا است.
این رده، دومین رده خارج از دو لیگ حرفه‌ای برتر اسپانیا، (لا لیگا و لا لیگا ۲)، پس از پریمرا فدراسیون و بالاتر از ترسرا فدراسیون قرار دارد. این رده همچنین شامل تیم‌های ذخیره تعدادی از تیم های لا لیگا و لا لیگا ۲ می شود.
مسابقات در این سطح فوتبال زیر نظر فدراسیون فوتبال سلطنتی اسپانیا برگزار می‌شود.
تیم‌های حاضر در این سطح مجوز حضور در کوپا دل ری را دارند.